# Општина Ремеци (Марамуреш)
Ремеци (рум. Remeţi) општина је у Румунији у округу Марамуреш.
Oпштина се налази на надморској висини од 412 m.